# União das Freguesias de Setúbal (São Julião, Nossa Senhora da Anunciada e Santa Maria da Graça)
União das Freguesias de Setúbal (São Julião, Nossa Senhora da Anunciada e Santa Maria da Graça) ist die Stadtgemeinde (Freguesia) der portugiesischen Stadt Setúbal. 
Die Gemeinde entstand am 29. September 2013 im Zuge der administrativen Neuordnung in Portugal 2013 aus dem Zusammenschluss der Gemeinden São Julião, Santa Maria da Graça und Nossa Senhora da Anunciada. Sitz der neuen Gemeinde wurde São Julião.